# Park Narodowy Paklenica
Paklenica – park narodowy w Chorwacji, położony w górach Welebit, w północnej Dalmacji, w pobliżu miasta Starigrad.
Park Narodowy Paklenica został utworzony w 1949 roku i obejmuje przede wszystkim krasowe kaniony Mala i Velika Paklenica. W pobliżu wejścia do Velikiej Paklenicy znajduje się podziemny kompleks wybudowany dla Josipa Broz Tito na przełomie lat 40. i 50. XX wieku.
W granicach parku znajdują się m.in. Vaganski vrh (1757 m n.p.m.), najwyższy szczyt pasma Welebitu oraz Sveti brdo (1753 m n.p.m.). W północnej części parku znajduje się jaskinia Manita peć.
W Parku Narodowym Paklenica, zwłaszcza na zboczach krasowych kanionów, dostępne są drogi wspinaczkowe.